# All In (2023)
All In (2023) est un Pay-per-view de catch (lutte professionnelle) produit par la promotion américaine All Elite Wrestling. L'événement a eu lieu le 27 août 2023 au Wembley Stadium à Londres (Royaume-Uni). Il s'agit de la première édition de All In. 
C'est la première fois que la compagnie organise un PPV en Europe.

## Contexte
Les spectacles de la All Elite Wrestling (AEW) sont constitués de matchs aux résultats prédéterminés par les scénaristes de la AEW. Ces rencontres sont justifiées par des storylines – une rivalité entre catcheurs, la plupart du temps – ou par des qualifications survenues dans les shows de la AEW. Tous les catcheurs possèdent un gimmick, c'est-à-dire qu'ils incarnent un personnage gentil (Face) ou méchant (Heel), qui évolue au fil des rencontres. Un événement comme All In est donc un événement tournant pour les différentes storylines en cours.

## Tableau des matchs
| Ordre par numéros | Résultat | Stipulation(s)                                              | Temps |
| --- | --- | ----------------------------------------------------------- | ----- |
| 1P | Better Than You Bay Bay (Adam Cole et MJF) battent Aussie Open (Kyle Fletcher et Mark Davis) (c) | Tag Team match pour les ROH World Tag Team Championship     | 7:45  |
| 2P | Hook bat Jack Perry (c) | FTW Rules match pour le FTW Heavyweight Championship        | 8:20  |
| 3 | CM Punk (c) bat Samoa Joe | Match simple pour le Real AEW World Championship            | 14:00 |
| 4 | Bullet Club Gold (Jay White et Juice Robinson) et Konosuke Takeshita (avec The Gunns et Don Callis) battent The Golden Elite (Kōta Ibushi, Kenny Omega et "Hangman" Adam Page)                       | Trios match                                                 | 20:25 |
| 5 | FTR (Cash Wheeler et Dax Harwood) (c) battent The Young Bucks (Matt et Nick Jackson) | Tag Team match pour les AEW World Tag Team Championship     | 21:55 |
| 6 | Best Friends (Chuck Taylor, Trent Beretta et Orange Cassidy), Penta El Zero Miedo et Eddie Kingston battent Blackpool Combat Club (Jon Moxley, Claudio Castagnoli et Wheeler Yuta), Ortiz et Santana | Stadium Stampede match                                      | 21:30 |
| 7 | Saraya bat Hikaru Shida (c), Toni Storm et Dr. Britt Baker D.M.D | 4-Way match pour le AEW Women's World Championship          | 8:50  |
| 8 | Sting et Darby Allin battent Swerve Strickland et Christian Cage | Tag Team Coffin match                                       | 16:00 |
| 9 | Will Ospreay (avec Don Callis) bat Chris Jericho (avec Sammy Guevara) | Match simple                                                | 14:55 |
| 10 | The Acclaimed (Anthony Bowens et Max Caster) et Billy Gunn battent House of Black (Malakai Black, Brody King et Buddy Matthews) (c) (avec Julia Hart)                                                | No Holds Barred match pour les AEW World Trios Championship | 10:50 |
| 11 | MJF (c) bat Adam Cole | Match simple pour le AEW World Championship                 | 29:05 |
| La lettre C placée entre parenthèses désigne la personne ou l’équipe championne en titre. P – indique que le match a eu lieu lors du pré-show | |                                                             |       |